# Mark Donohue
Mark Neary Donohue, Jr. (Camden, 18 de março de 1937 — Graz, 19 de agosto de 1975) foi um piloto de Fórmula 1 norte-americano que correu também nas 500 Milhas de Indianapolis, tendo vencido a edição de 1972.
Graduou-se em engenharia mecânica em 1959 pela Universidade Brown. Algum tempo depois começou a participar de provas utilizando seu Corvette 1957, ganhando a primeira prova que disputou, o que chamou a atenção de um chefe de equipe novato e que iria ser seu companheiro na automobilismo: Roger Penske. Participa de corridas de carros de turismo e disputa pela primeira vez as 24 Horas de Le Mans em 1966.
Em 1969, tendo Roger Penske como chefe de equipe, participa das 500 Milhas de Indianápolis, chegando em sétimo e sendo escolhido como o estreante do ano. No ano seguinte faz melhor ainda e chega em segundo lugar. Em 1971 não tem um bom desempenho nas 500 Milhas, mas estreia na Fórmula Um, sempre com Penske ao seu lado e com um chassis McLaren termina em terceiro o Grande Prêmio do Canadá daquele ano. Os pontos ganhos são suficientes para que termine o ano em 16º lugar entre os competidores. Em 1972 alcança a vitória nas 500 Milhas de Indianápolis e juntamente com Roger Penske inicia o desenvolvimento do Porsche 917 que domina de tal forma a Can-Am, que as regras são mudadas para o ano seguinte. No fim de 1973 Donohue se retira das competições, mas é algo temporário: o mesmo irá retornar no final de 1974 como piloto de Penske na Fórmula 1.
O ano de 1975 parecia ser promissor, mas Mark Donohue morreu após um acidente nos treinos do Grande Prêmio da Áustria de 1975. O piloto aparentemente nada sofrera, mas ao ser transportado de helicóptero para o hospital reclamava de dores de cabeça, que aumentaram, e ele acabou entrando em coma, vindo a falecer dias depois. Posteriormente constatou-se que, no acidente, um poste havia cedido e acertado sua cabeça, causando forte hemorragia. O acidente foi causado por estouro de um pneu dianteiro, e o carro ainda atingiu dois fiscais de pista, segundo a Folha de S.Paulo de 19 de agosto, dia de seu falecimento.

## Resultados das500 Milhas de Indianápolis

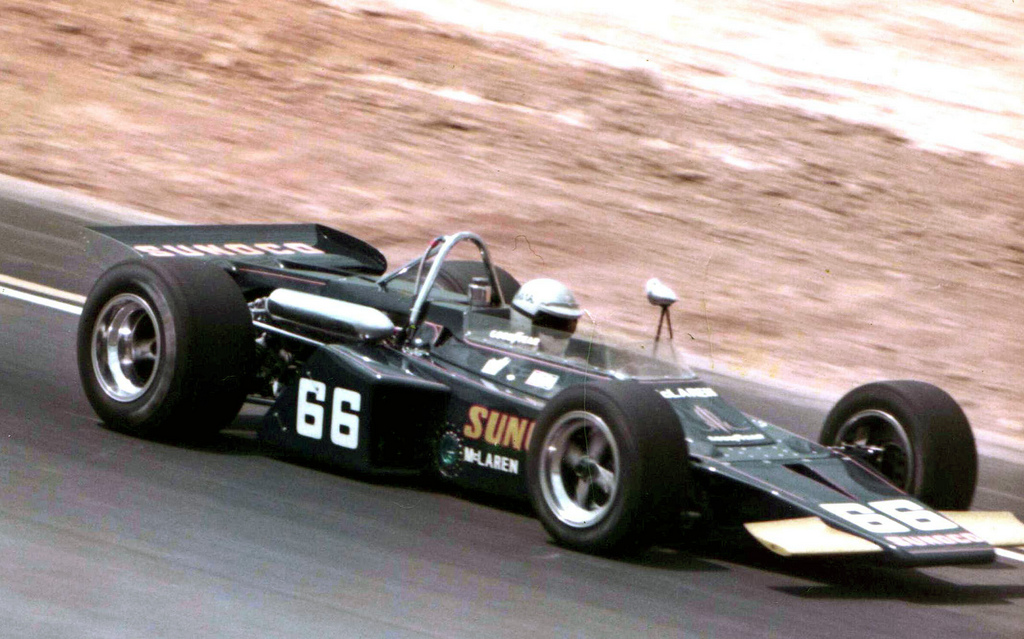
Mark Donohue pela USAC (Indy) em 1971

| Ano  | Chassi  | Motor       | Classificação | Resultado | Equipe |
| ---- | ------- | ----------- | ------------- | --------- | ------ |
| 1969 | Lola    | Offenhauser | 4º            | 7º        | Penske |
| 1970 | Lola    | Ford        | 5º            | 2º        | Penske |
| 1971 | McLaren | Offenhauser | 2º            | 25º       | Penske |
| 1972 | McLaren | Offenhauser | 3º            | 1º        | Penske |
| 1973 | Eagle   | Offenhauser | 3º            | 15º       | Penske |

## Resultados das500 Milhas de Daytona
| Ano  | Equipe        | Montadora | Classificação | Resultado |
| ---- | ------------- | --------- | ------------- | --------- |
| 1972 | Penske Racing | AMC       | 10            | 35        |

## Resultados no Campeonato Mundial de Fórmula 1
| Ano  | Equipe              | Chassis      | Motor   | 1    | 2      | 3    | 4      | 5      | 6     | 7    | 8    | 9      | 10    | 11     | 12     | 13  | 14    | 15     | Classsificação | Pontos |
| ---- | ------------------- | ------------ | ------- | ---- | ------ | ---- | ------ | ------ | ----- | ---- | ---- | ------ | ----- | ------ | ------ | --- | ----- | ------ | -------------- | ------ |
| 1971 | Penske-White Racing | McLaren M19A | Ford V8 | RSA  | ESP    | MON  | NED    | FRA    | GBR   | GER  | AUT  | ITA    | CAN 3 | USADNS |        |     |       |        | 16             | 4      |
| 1974 | Penske Cars         | Penske PC1   | Ford V8 | ARG  | BRA    | RSA  | ESP    | BEL    | MON   | SWE  | NED  | FRA    | GBR   | GER    | AUT    | ITA | CAN12 | USARet | NC             | 0      |
| 1975 | Penske Cars         | Penske PC1   | Ford V8 | ARG7 | BRARet | RSA8 | ESPRet | MONRet | BEL11 | SWE5 | NED8 | FRARet |       |        |        |     |       |        | 15             | 4      |
| 1975 | Penske Cars         | March 751    | Ford V8 |      |        |      |        |        |       |      |      |        | GBR5  | GERRet | AUTDNS | ITA | USA   |        | 15             | 4      |